# Rajd Dakar 2017
Rajd Dakar 2017 – 38. edycja Rajdu Dakar, która odbywała się pomiędzy 2 a 14 stycznia 2017 roku na terenie Paragwaju, Boliwii i Argentyny.
W rajdzie wystartowało 142 motocyklistów, 37 zawodników na quadach, 77 kierowców samochodów rajdowych, 10 kierowców UTV oraz 50 kierowców ciężarówek.

## Klasyfikacja generalna
Motocykle
1. Sam Sunderland,  Wielka Brytania
2. Matthias Walker,  Austria
3. Gerard Farrés i Güell,  Hiszpania

Quady
1. Siergiej Kariakin,  Rosja
2. Ignacio Casale,  Chile
3. Pablo Copetti,  Argentyna
4. Rafał Sonik,  Polska

Samochody
1. Stéphane Peterhansel,  Francja
2. Sébastien Loeb,  Francja
3. Cyril Despres,  Francja

UTV
1. Leandro Torres,  Brazylia
2. Wang Fujiang,  Chiny
3. Maganow Rawił,  Rosja

Ciężarówki
1. Eduard Nikołajew,  Rosja
2. Dmitrij Sotnikow,  Rosja
3. Gerard de Rooy,  Holandia